# Toussaint Louverture (œuvre dramatique)
 (décembre 2023).
La mise en forme du texte ne suit pas les recommandations de Wikipédia : il faut le « wikifier ».
Les points d'amélioration suivants sont les cas les plus fréquents :
- Les titres sont pré-formatés par le logiciel. Ils ne sont ni en capitales, ni en gras.
- Le texte ne doit pas être écrit en capitales (les noms de famille non plus), ni en gras, ni en italique, ni en « petit »…
- Le gras n'est utilisé que pour surligner le titre de l'article dans l'introduction, une seule fois.
- L'italique est rarement utilisé : mots en langue étrangère, titres d'œuvres, noms de bateaux, etc.
- Les citations ne sont pas en italique mais en corps de texte normal. Elles sont entourées par des guillemets français : « et ».
- Les listes à puces sont à éviter, des paragraphes rédigés étant largement préférés. Les tableaux sont à réserver à la présentation de données structurées (résultats, etc.).
- Les appels de note de bas de page (petits chiffres en exposant, introduits par l'outil «  Source ») sont à placer entre la fin de phrase et le point final[comme ça].
- Les liens internes (vers d'autres articles de Wikipédia) sont à choisir avec parcimonie. Créez des liens vers des articles approfondissant le sujet. Les termes génériques sans rapport avec le sujet sont à éviter, ainsi que les répétitions de liens vers un même terme.
- Les liens externes sont à placer uniquement dans une section « Liens externes », à la fin de l'article. Ces liens sont à choisir avec parcimonie suivant les règles définies. Si un lien sert de source à l'article, son insertion dans le texte est à faire par les notes de bas de page.
- La présentation des références doit suivre les conventions bibliographiques. Il est recommandé d'utiliser les modèles {{Ouvrage}}, {{Chapitre}}, {{Article}}, {{Lien web}} et/ou {{Bibliographie}}. Le mode d'édition visuel peut mettre en forme automatiquement les références.
- Insérer une infobox (cadre d'informations à droite) n'est pas obligatoire pour parachever la mise en page.

Pour une aide détaillée, merci de consulter Aide:Wikification.
Si vous pensez que ces points ont été résolus, vous pouvez retirer ce bandeau et améliorer la mise en forme d'un autre article.
 (décembre 2024).
Toussaint Louverture est une œuvre dramatique écrite par Alphonse de Lamartine et publiée en 1850. Il s’agit d’un drame en cinq actes et en vers. Créée le 6 avril 1850, la pièce que l’auteur considère moins comme une œuvre littéraire qu’une œuvre politique, fut représentée au Théâtre de la Porte-Saint-Martin. Destiné à un large public, ce texte fait la promotion de la cause abolitionniste.
Élu député au cours de la Deuxième République, Lamartine explique, dans sa préface, avoir signé trois jours après la révolution de 1848 l’abolition de l’esclavage. Cette mesure est, selon ses dires, ratifiée par l’Assemblée constituante. Le poète explique avoir composé son texte à la campagne en quelques semaines. Il ne destinait pas ce qu’il qualifie de « faible ébauche » au Théâtre Français, mais à un théâtre mélodramatique de boulevard. Il dit l’avoir conçue pour les yeux des masses plutôt que pour l’oreille des classes d’élite au goût raffiné. Au cours d’un voyage effectué dans les Pyrénées au début de la décennie 1840, le dramaturge égare son manuscrit. Ce n’est que quelques années plus tard que son caviste le retrouve dans sa cave. Le manuscrit servait de bourre à un panier de vin.